# Andròsace
Andròsace és el nom català de les diverses espècies de plantes amb flor del gènere Androsace. És el segon gènere més gran de les primulàcies, i és molt apreciat pels jardiners pels densos coixins de flors blanques o roses que forma. És endèmic de territoris de clima àrtic-alpí, amb moltes espècies al Caucas, i als sistemes muntanyosos del centre i el sud d'Europa, com els Alps i el Pirineu. Comprèn més de 200 espècies. Estudis moleculars recents han inclòs en aquest els gèneres Douglasia (al nord-oest de Nord-amèrica i a la Sibèria oriental) i Vitaliana (endèmic d'Europa). Algunes d'aquestes plantes són anomenades també gessamins de roca.

## Morfologia
Són plantes vivaces o anuals, amb fulles petites i ovades en rosetes basals, flors solitàries o en umbel·les simples. Les flors són de color blanc o rosat. És fan essencialment en roques nues a gran altitud, normalment en condicions alpines, encara que algunes espècies es fan a erms o a camps de conreu. Moltes de les espècies d'aquest gènere estan protegides.

## Taxonomia
A continuació disposeu d'una llista d'espècies no exhaustiva.
- Androsace acrolasia Vved. i Ovcz., 1946 (Pamir)
- Androsace adenocephala Hand.-Mazz., 1927 (Tibet)
- Androsace aflatunensis Ovcz., 1928 (Turquestan)
- Androsace aizoon Duby, 1844 (Himàlaia, Xina)
- Androsace akbajtalensis Derganc ex O.Fedtsch. (Àsia central)
- Androsace alaica Ovcz. i S.B.Astan., 1984 (Rússia, Àsia central)
- Androsace alaschanica Maxim., 1888 (Mongòlia)
- Androsace alba Duby, 1844 (Amèrica boreal)
- Androsace alban Steven, 1816 (Àsia Menor, Caucas)
- Androsace albana Steven, 1812 (Caucas)
- Androsace alchemilloides Franch., 1895 (Xina)
- Androsace alpina Lam., 1779 (Europa)
- Androsace angrenica Ovcz., 1952 (Àsia central)
- Androsace apus Franch. ex R.Knuth, 1905 (Àsia central)
- Androsace aretia Vill., 1787 (Europa)
- Androsace aretioides Hegetschw., 1839 (Suïssa)
- Androsace arguta Greene, 1900 (Alaska)
- Androsace armeniaca Duby, 1844 (Àsia Menor)
- Androsace articulata Schur, 1866 (Europa)
- Androsace asprella Greene, 1900 (Oregon)
- Androsace axillaris Franch., 1895 (Xina)
- Androsace baltistanica Y.J.Nasir, 1985 (Pakistan, Tibet)
- Androsace barbulata Ovcz., 1952 (Caucas)
- Androsace bisulca Bureau i Franch., 1891 (Xina)
- Androsace brachystegia Hand.-Mazz., 1927 (Sichuan, Gansu)
- Androsace brahmaputrae Hand.-Mazz. i Hand.-Mazz., 1938 (Tibet)
- Androsace britanica Backh. ex Wien., 1890
- Androsace bryoides DC., 1805 (Suïssa)
- Androsace bryomorpha Lipsky (Àsia central)
- Androsace bulleyana Forrest, 1908 (Xina)
- Androsace caduca Ovcz., 1937 (Pamir, Alai)
- Androsace caespitosa Lehm. ex Spreng., 1817 (Pèrsia)
- Androsace cana Willd. ex Steud. (Amèrica austral)
- Androsace capillaris Greene, 1900 (Colorado, Wyoming, Montana)
- Androsace carnea L., 1753 (Europa) - andròsace càrnia[2]
- Androsace caucasica Sommier i Levier, 1892 (Caucas)
- Androsace cernuiflora Y.C.Yang i R.F.Huang, 1986 (Xina)
- Androsace chaixi Gren. i Godr., 1853 (Europa, Dàuria)
- Androsace chamaejasme Wulfen i Host, 1797 (Àustria)
- Androsace charpentieri Heer (Suïssa)
- Androsace ciliata DC., 1805 (Europa) - andròsace ciliada[3]
- Androsace ciliifolia Ludlow, 1956 (Tibet)
- Androsace coccinea Franch., 1886 (Yunnan)
- Androsace commutata Schlecht., 1856 (Àsia)
- Androsace cordifolia Wall., 1820 (Himàlaia)
- Androsace cortusifolia Nakai, 1917 (Corea)
- Androsace croftii Watt, 1882 (Himàlaia)
- Androsace cuscutiformis Franch., 1895 (Xina)
- Androsace cuttingii C.E.C.Fisch., 1937 (Tibet)
- Androsace cylindrica DC., 1805 (Pirineus) - andròsace cilíndrica[4]
- Androsace darvasica Ovcz., 1928 (Turquestan)
- Androsace densa Pax i K.Hoffm., 1921 (Tibet)
- Androsace dentata Beyer, 1917 (Itàlia)
- Androsace dieckeana Hausskn., 1891 (Amèrica boreal occidental)
- Androsace dielsiana R.Knuth, 1938 (Tibet)
- Androsace dissecta Franch., 1895 (Xina)
- Androsace diversifolia C.Y.Wu, 1965 (Xina)
- Androsace duthieana R.Knuth, 1905 (Himàlaia)
- Androsace elatior Pax i K.Hoffm., 1921 (Tibet)
- Androsace elongata L., 1763 (Caucas)
- Androsace engleri R.Knuth (Xina)
- Androsace erecta Maxim., 1881 (Xina)
- Androsace eritrichioides Gand., 1900 (Índia oriental)
- Androsace euryantha Hand.-Mazz., 1925 (Yunnan)
- Androsace fedtschenkoi Ovcz., 1932 (Àsia central)
- Androsace ferruginea Watt ex R.Knuth, 1905 (Índia oriental)
- Androsace filiformis Retz., 1781 (Amèrica, Àsia)
- Androsace flavescens Maxim., 1888 (Tibet)
- Androsace forrestiana Hand.-Mazz., 1927 (Yunnan)
- Androsace friesii Trautv., 1884 (Nova Terra)
- Androsace gagnepainiana Hand.-Mazz., 1925 (Yunnan)
- Androsace garhwalicum Balodi i S.Singh, 1988 (Índia)
- Androsace geraniifolia Watt, 1882 (Himàlaia)
- Androsace gmelini Gaertn. (Sibèria)
- Androsace gorodkovii Ovcz. i Karav., 1957 (Sibèria, Iacútia)
- Androsace graceae Forrest ex W.W.Sm., 1915 (Yunnan)
- Androsace gracilis Hand.-Mazz., 1925 (Yunnan)
- Androsace graminofolia C.E.C.Fisch., 1938 (Tibet)
- Androsace gustavi R.Knuth, 1906 (Tibet)
- Androsace halleri L., 1753 (Europa)
- Androsace harrissii Duthie (Índia)
- Androsace hausmanni Leyb., 1852 (Àustria)
- Androsace hazarica R.R.Stewart exY.J.Nasir, 1984 (Pakistan, Índia)
- Androsace hedreantha Griseb. (Tràcia)
- Androsace henryi Oliv., 1891 (Xina)
- Androsace hohxilensis R.F.Huang i S.K.Wu, 1996 (Qinghai)
- Androsace hopeiensis Nakai, 1840 (Hebei)
- Androsace imbricata Lam., 1778 (Europa)
- Androsace khokhrjakovii Mazurenko, 1992 (Magadan)
- Androsace komovensis Schönsw. i Schneew., 2009 (Montenegro)
- Androsace kouytchensis Bonati, 1914 (Guizhou)
- Androsace kuczerovii Knjaz., 1998 (Rússia oriental)
- Androsace kuvajevii Mazurenko, 1992 (Magadan)
- Androsace laggeri A.Huet, 1853 (Europa)
- Androsace laxa C.M.Hu i Y.C.Yang, 1986 (Xina)
- Androsace lehmannii Wall. (Himàlaia)
- Androsace limprichtii Pax i K.Hoffm., 1921 (Tibet)
- Androsace lowariensis Y.J.Nasir, 1984 (Pakistan)
- Androsace macrantha Boiss. i A.Huet, 1856 (Armènia)
- Androsace macrocarpa Ledeb. ex Duby, 1844 (Sibèria)
- Androsace magellanica Hort., 1844 (Amèrica austral)
- Androsace mariae Kanitz, 1891 (Xina)
- Androsace maxima L., 1753 (Europa, Àsia, Àfrica) - canterera[5]
- Androsace medifissa F.H.Chen i Y.C.Yang, 1986 (Xina)
- Androsace microphylla Hook.f., 1881 (Himàlaia, Xina)
- Androsace mirabilis Franch., 1895 (Xina)
- Androsace mollis Hand.-Mazz., 1925 (Yunnan)
- Androsace mucronifolia Watt, 1882 (Himàlaia)
- Androsace multiscapa Duby, 1844 (Àsia Menor, Síria)
- Androsace muscoidea Duby, 1844 (Himàlaia)
- Androsace neglecta Cleve, 1872 (Urals)
- Androsace nidulans Royle (Himàlaia)
- Androsace nortonii Ludlow, 1976 (Nepal, Tibet)
- Androsace oculata Hort. ex R.Knuth, 1905
- Androsace ojhorensis Y.J.Nasir, 1984 (Pakistan)
- Androsace olgae Ovcz., 1922 (Turquestan)
- Androsace ovalifolia Y.C.Yang, 1986 (Tibet)
- Androsace ovczinnikovii Schischk. i Bobrov, 1952 (Kazakhstan)
- Androsace paxiana R.Knuth (Xina)
- Androsace pedunculata Clairv. (Europa)
- Androsace phaeoblephara Hand.-Mazz., 1927 (nord de Myanmar)
- Androsace phrygia Gand., 1918 (regió de Frígia)
- Androsace platysepala Wooton i Standl., 1907 (Mèxic, Nou Mèxic)
- Androsace podlechii Wendelbo, 1970 (Afganistan)
- Androsace poissonii R.Knuth, 1905 (Himàlaia)
- Androsace pomeiensis C.M.Hu i Y.C.Yang, 1986 (Tibet)
- Androsace prattiana R.Knuth, 1905 (Xina)
- Androsace pubescens DC. - andròsace pubescent[6]
- Androsace raddeana Sommier i Levier, 1893 (Caucas)
- Androsace refracta Hand.-Mazz., 1931 (Guizhou)
- Androsace reptans Royle (Himálaia)
- Androsace rigida Hand.-Mazz., 1925 (Yunnan, Sichuan)
- Androsace rioxana A.Segura, 1974 (La Rioja)
- Androsace rockii W.E.Evans, 1926 (Yunnan)
- Androsace runcinata Hand.-Mazz., 1931 (Guizhou)
- Androsace russellii Y.J.Nasir, 1984 (Pakistan)
- Androsace salasii Kurtz, 1900 (Argentina)
- Androsace saxifragifolia Bunge, 1833 (Xina)
- Androsace selago Hook.f. i Thomson ex Watt, 1882 (Índia, Sikkim, Himàlaia)
- Androsace semiperennis Jurtzev, 1970 (Sibèria)
- Androsace sempervivoides Jacquem. ex Duby, 1844 (Himàlaia, Mongòlia)
- Androsace sericea Ovcz., 1952 (Àsia central: Tian Shan; Pamir-Alai)
- Androsace similis Craib, 1922 (Siam)
- Androsace spinulifera R.Knuth, 1905 (Xina)
- Androsace squarrosula Maxim., 1888 (Tibet)
- Androsace staintonii Y.J.Nasir, 1984 (Pakistan)
- Androsace strigilosa Franch., 1885 (Xina)
- Androsace studiosorum Kress, 1982 (Índia)
- Androsace sublanata Hand.-Mazz., 1925 (Yunnan)
- Androsace sutchuenensis Franch., 1895 (Xina)
- Androsace tanggulashanensis Y.C.Yang i R.F.Huang, 1986 (Tibet)
- Androsace tapete Maxim., 1888 (Tibet)
- Androsace tauscheri Gand., 1876 (Hongria)
- Androsace tibetica R.Knuth, 1905 (Himàlaia, Xina)
- Androsace tiroliensis Wettst., 1919 (Tirol)
- Androsace tonkinensis Bonati, 1914 (Indo-Xina: Tonquin)
- Androsace torrepandoi Gand., 1876 (Espanya)
- Androsace tribracteata R.F.Huang, 1996 (Qinghai)
- Androsace triflora Adans., 1817 (Sibèria)
- Androsace tschuktschorum R.Knuth, 1905 (Sibèria)
- Androsace uniflora Hausskn., 1891 (Amèrica boreal occidental)
- Androsace vandellii Chiov., 1919 - andròsace imbricada[7]
- Androsace vegae R.Knuth, 1905 (Sibèria)
- Androsace villosa L. - andròsace peluda[8]
- Androsace vitaliana - gregòria[9]
- Androsace wardii W.W.Sm., 1913 (Yunnan)
- Androsace wiedemanni Boiss., 1875 (Anatòlia)
- Androsace wilsoniana Hand.-Mazz., 1927 (Sichuan)
- Androsace yargongensis Petitm., 1908 (Tibet)
- Androsace zayulensis Hand.-Mazz., 1938 (Tibet)